# Онуфрије Маљски
Онуфрије Маљски, Онуфрије Изборски († 12. јуна 1492, Малски манастир) - преподобни светитељ Руске православне цркве.
Православна црква га помиње 12. јуна, прве недеље после Петровог поста и у Сабору Псковских светитеља.

## Биографија
Био је ученик светог Јефросина Псковског. Повукао се на острво Сени на Маљском језеру, четири миље од Изборска. Чувши за пустињског подвижника, љубитељи пустињског монашког живота, прилазили су к њему и умножио се број становника Маљског све док усамљени манастир није прерастао у Маљски манастир Рођења Спаса.
Умро је 12. јуна 1492. године и сахрањен у цркви Рођења Христовог, у капели посвећеној његовом имену. После упокојења монаха, заменио га је његов ученик и сарадник, монах Авксентије.
Успомена на монаха Онуфрија празнује се и на такозвану „Малу недељу“ – прву недељу после Петровог поста.